# Шперов, Павел Валентинович
Павел Валентинович Шперов (род. 4 июля 1971, Симферополь, Украинская ССР, СССР) — российский политический деятель.
Депутат Государственной Думы Федерального собрания Российской Федерации VII созыва (18 сентября 2016 — 11 октября 2021).
Находится под персональными санкциями 27 стран ЕС, Великобритании, США, Канады и других государств.

## Биография
Родился 4 июля 1971 года в городе Симферополе, Украинская ССР.
В 1988—1993 годах обучался в Симферопольском государственном университете (ныне — Крымский федеральный университет имени В. И. Вернадского), на физическом факультете, специальность «инженер-физик», но диплом не получил. В настоящее время обучается в Российском государственном социальном университете, специальность «Государственное и муниципальное управление».
В 1989—1991 годах состоял в Православно-монархическом ордене-союзе.
В феврале 1991 года вступил в Русское общество Крыма, а с 2008 года стал заместителем председателя.
С марта 1992 года являлся членом Либерально-демократической партии Советского Союза (ЛДПСС), с апреля 1992 года в Либерально-демократической партии России (ЛДПР). В 1993 году был назначен руководителем южного бюро ЛДПР, объединявшего все отделения партии в Украине, в 1996 году — стал уполномоченным представителем высшего совета ЛДПР на территории Республики Крым.
В 1996—2005 годах состоял в Конгрессе русского народа Крыма (впоследствии Конгресс русских общин Крыма), был членом думы Конгресса.
В 1997—2008 годах занимался частной предпринимательской деятельностью. В 2008—2016 годах был директором ООО «Компания РосКрым».
С 2006 года являлся участником Народного фронта «Севастополь-Крым-Россия».
С 2008 года атаман «Таврической казачьей сотни». Принимал участие в организации и проведении аннексии Крыма Россией, был делегатом Всемирного казачьего конгресса в Новочеркасске в 2012 году.
В феврале 2014 года — член самообороны Крыма, начальник штаба 10-й роты народной самообороны.
В 2014 году был назначен координатором Крымского регионального отделения (КРО) ЛДПР, также избран членом Координационного совета КРО ЛДПР.
В 2014—2016 годах — депутат Государственного совета Республики Крым I созыва. Был избран по спискам Крымского регионального отделения ЛДПР (третий номер общей части списка). Являлся членом комитета по аграрной политике, экологии и природным ресурсам а также комитета по промышленной политике, транспорту и топливно-энергетическому комплексу.
18 сентября 2016 года Павел Валентинович был избран Депутатом Государственной Думы VII созыва. Выдвинут Либерально-демократической партией России (первый номер в региональной группе № 11, Республика Крым). Член фракции ЛДПР. Член комитета по делам Содружества Независимых Государств, евразийской интеграции и связям с соотечественниками.

## Международные санкции
Из-за поддержки российской агрессии и нарушения территориальной целостности Украины во время российско-украинской войны находится под персональными международными санкциями разных стран. С 12 марта 2022 года находится под санкциями всех стран Европейского союза. С 31 декабря 2020 года находится под санкциями Великобритании. С 14 ноября 2016 года находится под санкциями Соединенных Штатов Америки. С 28 ноября 2016 года находится под санкциями Канады. С 16 марта 2022 года находится под санкциями Швейцарии. С 2 октября 2020 года находится под санкциями Австралии. Указом президента Украины Владимира Зеленского от 24 июня 2021 находится под санкциями Украины.

### Награды
- Награждён медалями «За возрождение Донского казачества» и «За возвращение Крыма».

### Семья
Женат, имеет троих детей.